# Бреда (пушкомитраљез)
Бреда М1930 (итал. Fucile Mitragliatore Breda modello 30), италијански пушкомитраљез из Другог светског рата.

## Карактеристике
Пушкомитраљез Бреда је радио на принципу кратког трзања цеви, укупне масе око 10 кг. Калибра 6,5 мм, пунио се оквиром са 20 метака. Теоријска брзина гађања била је око 450-500 метака у минуту, почетне брзине 640 м/с. Масовно је коришћен у Другом светском рату од италијанске војске, а заробљене примерке користили су југословенски партизани.